# Referente cultural
Un referente cultural podría entenderse como los elementos que componen el entorno e imaginario social y que identifica a una población, ciudad, país, a un determinado grupo o sociedad, algo que caracteriza, distingue y da a conocer a estos por esa particularidad.
Podríamos hablar de un monumento característico de un país, pueblo o ciudad; de un baile, una lengua, un tipo de alimento o bebida, todo aquello que lo distinga del resto. Aquello que se considere importante y un modelo a seguir, a través del cual nos comportamos y actuamos.

## Desde una perspectiva psicológica/ sociológica
Se aborda el término como un elemento distintivo de una determinada cultura/ ideología (pudiendo ser un objeto, un acto comunicativo específico, una idea...), creado en esta misma y la mayoría de veces originado sobre la base de sus estereotipos, que aporta una serie de informaciones cognitivas y representaciones asociadas a dicha cultura, a quién entra en contacto con éste. 
Los referentes culturales tienen en común una serie de características, indiferentemente de la cultura de la cual provengan:
- a medida que las culturas avanzan, avanzan con ellas los estereotipos, lo que genera una pérdida de la significación del referente y el cambio de éste por un nuevo elemento distintivo
- todos tienen un valor: tanto expresivo (en el sentido de la identificación de la cultura/ideología), como referencial (nos emmarcan el contexto en el que se adscribe el elemento)
- ofrecen una perspectiva determinada de las realidades sociales que describen
- incorporan información del momento histórico y del factor espacial de la cultura que los define
- siguen una jerarquía, estando en la cima aquellos que son más distintivos y más fácilmente reconocidos por los miembros de una cultura ajena a la que refieren, y en el nivel más bajo aquellos que solo los miembros de la propia cultura pueden atribuirles un significado
- simplifican la interpretación que el individuo hace de los entornos nuevos
- la importancia del referente recae en su significado, no en el elemento en sí

Como funciones principales de los referentes culturales encontramos las siguientes:
- dar valor expresivo al objeto
- aportación de una gran carga ideológica a un objeto que permite a los individuos ajenos o pertenecientes a la cultura identificar dicha ideología en el entorno
- función como elemento cohesionador de una cultura
- los referentes asociados a un rasgo cultural / ideológico, refuerzan tal rasgo

Es de especial relevancia destacar desde esta perspectiva qué estructuras cognitivas intervienen en la interpretación de los referentes culturales por parte de cada individuo. Grosso modo, éstas son:
- las representaciones sociales (forma específica de entendimiento y comunicación con el mundo) basadas en la ideología.
- el conocimiento previo sobre la ideología del referente (conocimiento implícito y declarativo)
- el proceso de categorización social
- los estereotipos generados por la sociedad e internalizados por el individuo
- el sentido común, entendiendo éste como la manifestación de los valores y creencias de una determinada ideología

- Datos: Q6103413